# О јеврејском питању
О јеврејском питању је одговор Карла Маркса на тадашње дебате о јеврејском питању. Марксов отац је прешао у лутеранско хришћанство, а његова жена и деца су крштени 1825. и 1824. године. Маркс је написао дело 1843. године, а први пут је објављено у Паризу 1844. године под немачким насловом „Zur Judenfrage“ у часопису Deutsch–Französische Jahrbücher.
Есеј критикује две студије Марксовог колеге младохегелијанца, Бруна Бауера, о покушају Јевреја да постигну политичку еманципацију у Пруској. Бауер је тврдио да Јевреји могу постићи политичку еманципацију само одустајањем од своје посебне религиозне свести, јер политичка еманципација захтева секуларну државу; Бауер претпоставља да нема преосталог „простора“ за друштвене идентитете као што је религија. Према Бауеру, такви религиозни захтеви су неспојиви са идејом „Права човека“. Права политичка еманципација, за Бауера, захтева укидање религије.
Маркс користи Бауеров есеј као прилику да представи сопствену анализу либералних права, тврдећи да Бауер греши у својој претпоставци да у „секуларној држави“ религија више неће играти истакнуту улогу у друштвеном животу. Маркс наводи свеприсутност религије у Сједињеним Државама као пример, које, за разлику од Пруске, нису имале државну религију. У Марксовој анализи, „секуларна држава“ није супротстављена религији, већ је заправо претпоставља. Уклањање верских или имовинских цензуса за грађане не значи укидање религије или имовине, већ само уводи начин посматрања појединаца у апстракцији од њих.
Маркс затим почиње питање верске слободе и прелази на своју праву забринутост у Бауеровим анализама „политичке еманципације“. Маркс закључује да, иако појединци могу бити „духовно“ и „политички“ слободни у секуларној држави, они и даље могу бити везани материјалним ограничењима слободе економском неједнакошћу, претпоставка која ће касније чинити основу његове критике капитализма.
Више научника и коментатора сматра дело „О јеврејском питању“, а посебно његов други одељак, који се бави Бауеровим делом „Способност данашњих Јевреја и хришћана да постану слободни“, антисемитским, мада постоје и они који не деле то мишљење.

## Синопсис
По Марксовом мишљењу, Бауер не прави разлику између политичке еманципације и људске еманципације. Као што је горе наведено, политичка еманципација у модерној држави не захтева од Јевреја (или хришћана) да се одрекну религије; само потпуна људска еманципација би подразумевала нестанак религије, али то још није могуће „у оквиру досадашњег светског поретка“.
У другом делу есеја, Маркс оспорава Бауерову „теолошку“ анализу јудаизма и његовог односа према хришћанству. Бауер наводи да би одрицање од религије било посебно тешко за Јевреје. По Бауеровом мишљењу, јудаизам је био примитивна фаза у развоју хришћанства. Стога, да би постигли слободу одрицањем од религије, хришћани би морали да превазиђу само једну фазу, док би Јевреји морали да превазиђу две.
Као одговор на ово, Маркс тврди да јеврејска религија нема значај који Бауерова анализа приписује, јер је она само духовни одраз јеврејског економског живота. Ово је полазна тачка сложеног и донекле метафоричног аргумента који се ослања на стереотип „Јеврејина“ као финансијски способног „трговаца“ и постулира посебну везу између јудаизма као религије и економије савременог буржоаског друштва. Дакле, јеврејска религија не мора да нестане у друштву, како Бауер тврди, јер је она заправо његов природни део. Након што је тако фигуративно изједначио „практични јудаизам“ са „трговањем и новцем“, Маркс закључује да су „хришћани постали Јевреји“; и, на крају крајева, човечанство (и хришћани и Јевреји) треба да се еманципује од („практичног“) јудаизма.

## Историја публикације
„Zur Judenfrage“ (Јеврејско питање) први пут су објавили Маркс и Арнолд Руге у фебруару 1844. у часопису Deutsch–Französische Jahrbücher, који је објавио само један број. Од децембра 1843. до октобра 1844. године, Бруно Бауер је објављивао месечник Allgemeine Literatur-Zeitung (Општи књижевни гласник) у Шарлотенбургу (сада део Берлина). У њему је одговорио на критику сопствених есеја о јеврејском питању од стране Маркса и других. Затим, 1845. године, Фридрих Енгелс и Маркс објавили су полемичку критику младохегелијанаца под називом „Света породица“. У деловима књиге, Маркс је поново изнео своје ставове који се разликују од Бауерових о јеврејском питању и о политичкој и људској еманципацији.
Француски превод појавио се 1850. у Паризу у књизи Хермана Евербека Qu'est-ce que la bible d'après la nouvelle philosophie allemande? (Шта је Библија према новој немачкој филозофији?).
Године 1879, историчар Хајнрих фон Трајчке објавио је чланак „Unsere Aussichten“ („Наши изгледи“), у којем је захтевао да се Јевреји асимилују у немачку културу и описао јеврејске имигранте као опасност за Немачку. Овај чланак је изазвао контроверзу, на коју су новине Sozialdemokrat, које је уређивао Едуард Бернштајн, реаговале поновним објављивањем скоро целог другог дела „Zur Judenfrage“ у јуну и јулу 1881. године.
Читав есеј је поново објављен у октобру 1890. у Берлинском фолксблату, који је тада уредио Вилхелм Либкнехт.
Године 1926, енглески превод Х. Ј. Стенинга, под насловом „О јеврејском питању“, појавио се у збирци Марксових есеја.
Још један енглески превод „Zur Judenfrage“ објављен је (заједно са другим чланцима које је написао Маркс) 1959. године под насловом „Свет без Јевреја“. Уредник, Дагоберт Д. Рунс, намеравао је да демонстрира Марксов наводни антисемитизам. Рунсов текст је опширно критиковао Луј Харап због погрешног представљања Марксових ставова.

## Интерпретације

### Маркс као антисемит
У свом чланку „Марксизам против Јевреја“ за часопис „Commentary“ из 1984. године, енглески новинар Пол Џонсон помиње други део Марксовог есеја као доказ Марксовог антисемитизма:
Размотримо стварног, светског Јеврејина – не суботњег Јеврејина, као што то чини Бауер, већ свакодневног Јеврејина. Не тражимо тајну Јеврејина у његовој религији, већ тражимо тајну његове религије у стварном Јеврејину. Шта је секуларна основа јудаизма? Практична потреба, лични интерес. Шта је светска религија Јеврејина? Шармантија. Шта је његов светски Бог? Новац [...] Организација друштва која би укинула претпоставке за шармантију, а самим тим и могућност шармантије, учинила би Јеврејина немогућим [...] Јеврејин се еманциповао на јеврејски начин, не само зато што је стекао финансијску моћ, већ и зато што је, кроз њега, а и одвојено од њега, новац постао светска сила, а практични јеврејски дух постао је практични дух хришћанских народа. Јевреји су се еманциповали утолико што су хришћани постали Јевреји [...] Новац је љубоморни бог Израиља, пред којим не може постојати ниједан други бог. Новац деградира све богове човека – и претвара их у робу [...] Меница је прави бог Јеврејина. Његов бог је само илузорна меница [...] Химерична националност Јеврејина је националност трговца, човека од новца уопште.
Роберт Вистрих, стручњак за антисемитизам, изјавио је да је „крајњи резултат Марксовог есеја јачање традиционалног антијеврејског стереотипа – идентификације Јевреја са зарађивањем новца – на најоштрији могући начин“. Бернард Луис је навео есеј као „један од класика антисемитске пропаганде“.
Хал Дрејпер (1977) је приметио да језик другог дела „О јеврејском питању“ прати став о улози Јевреја дат у есеју јеврејског социјалисте Мојсија Хеса „О новчаном систему“. Према Едварду Фланерију, Маркс је сматрао Јевреје ентузијастичним капиталистима.
Хајам Макоби је тврдио да је „О јеврејском питању“ пример онога што он сматра Марксовим „раним антисемитизмом“. Према Макобију, Маркс у есеју тврди да је модерни комерцијализовани свет тријумф јудаизма, псеудорелигије чији је бог новац. Макоби је сугерисао да се Маркс стидео свог јеврејског порекла и да је користио Јевреје као „мерило зла“. Макоби пише да је у каснијим годинама Маркс ограничио оно што сматра антипатијом према Јеврејима на приватна писма и разговоре због јаке јавне идентификације са антисемитизмом од стране његових политичких непријатеља и на левици (Пјер-Жозеф Прудон и Михаил Бакуњин) и на десници (аристократија и црква).
За социолога Роберта Фајна (2006) Бауеров есеј „одражавао је генерално предрасуђено представљање Јеврејина као 'трговца' и 'новајлија'“, док је „Марксов циљ био да брани право Јевреја на пуну грађанску и политичку еманципацију (то јест, на једнака грађанска и политичка права) заједно са свим осталим немачким грађанима“. Фајн тврди да „линија напада коју Маркс усваја није да се супротстави Бауеровом грубом стереотипу о Јеврејима и стварној ситуацији Јевреја у Немачкој“, већ „да открије да Бауер нема појма о природи модерне демократије“. Социолог Лари Реј у свом одговору (2006) Фајну признаје Фајново тумачење есеја као ироничну одбрану јеврејске еманципације. Он истиче двосмисленост Марксовог језика. Реј преводи реченицу из „Zur Judenfrage“ и тумачи је као асимилационистички став „у ком нема места за Јевреје као посебног етничког или културног идентитета унутар еманципованог човечанства“ и који се залаже за „друштво у коме се елиминишу и културне и економске разлике“. Овде Реј види Маркса у „правцу левичарског мишљења које није било у стању да се позабави облицима угњетавања који нису директно повезани са класом“.
Дејвид Ниренберг сматра да је Маркс користио антијудаизам као теоријски оквир за разумевање света и критичко бављење њим. Он тврди да је, уоквирујући свој револуционарни економски и политички пројекат као ослобођење света од јудаизма, Маркс изразио „месијанску жељу“ која је сама по себи била „сасвим хришћанска“.

### Остале интерпретације
У књизи Аврама Леона из 1946. године „Јеврејско питање“, Леон испитује јеврејску историју из материјалистичке перспективе. Према Леону, Марксов есеј користи оквир да се „не сме почети са религијом да би се објаснила јеврејска историја; напротив: очување јеврејске религије или националности може се објаснити само 'правим Јеврејином', то јест, Јеврејином у његовој економској и друштвеној улози“.
Исак Дојчер (1959) упоређује Маркса са Елисијом бен Абујом, Барухом Спинозом, Хајнрихом Хајнеом, Розом Луксембург, Лавом Троцким и Зигмундом Фројдом, које све сматра јеретицима који одбацују јеврејство, а ипак припадају јеврејској традицији. Према Дојчеру, Марксова „идеја социјализма и бескласног и бездржавног друштва“ изражена у есеју је универзална као и Спинозина „Етика и Бог“.
Шломо Авинери (1964), иако признаје Марксов антисемитизам као чињеницу, такође тврди да Марксова филозофска критика јудаизма засенује његову подршку јеврејској еманципацији као непосредном политичком циљу. Авинери напомиње да је у Бауеровим дебатама са бројним јеврејским савременим полемичарима, Маркс у потпуности подржао ставове јеврејских писаца против Бауера. У писму Арнолду Ругеу, написаном у марту 1843. године, Маркс пише да је намеравао да подржи петицију Јевреја Покрајинској скупштини. Он објашњава да, иако не воли јудаизам као религију, такође није убеђен Бауеровим ставом (да Јевреји не би требало да буду еманциповани осим ако не напусте јудаизам). Међутим, он такође појашњава у писму да је његова подршка петицији само тактичка, како би унапредио своје напоре да ослаби хришћанску државу.
У својој књизи „За Маркса“ из 1965. године, Луј Алтисер каже да је „у делу „О јеврејском питању“, Хегеловој филозофији државе итд., па чак и обично у делу „Света породица“ да је „... Маркс само примењивао теорију отуђења, односно Фојербахову теорију 'људске природе', на политику и конкретну активност човека, пре него што ју је (у великој мери) проширио на политичку економију у „Рукописима“. Он се противи тенденцији према којој се „Капитал више не чита као 'О јеврејском питању', већ се 'О јеврејском питању' чита као 'Капитал'“. За Алтисера, есеј „је дубоко 'идеолошки текст', 'посвећен борби за комунизам', али без да је марксистички; 'стога се, теоретски, не може поистоветити са каснијим текстовима који су дефинисали историјски материјализам“.
Дејвид Маклелан је тврдио да се „О јеврејском питању“ мора схватити у смислу Марксових дебата са Бруном Бауером о природи политичке еманципације у Немачкој. Према Маклелану, Маркс је користио реч „Judentum“ у њеном колоквијалном смислу „трговине“ да би тврдио да Немци пате од капитализма и да морају бити еманциповани од њега. Другу половину Марксовог есеја, закључује Маклелан, треба читати као „проширену игру речи на Бауеров рачун“.
Стивен Гринблат (1978) упоређује есеј са драмом Кристофера Марлоуа „Јеврејин са Малте“. Према Гринблату, „оба писца се надају да ће усмерити пажњу на активност која се сматра истовремено страном, а ипак централном за живот заједнице и да ће усмерити антисемитско осећање публике против те активности“. Гринблат Марксу приписује „оштро, чак и хистерично, порицање његове верске позадине“.
Феминисткиња Венди Браун тврди да је „О јеврејском питању“ првенствено критика либералних права, а не критика јудаизма, и да очигледно антисемитске одломке попут „Новац је љубоморни бог Израела, пред којим не може постојати ниједан други бог“ треба читати у том контексту.
Јоав Пелед (1992) види како Маркс „пребацује дебату о јеврејској еманципацији са равни теологије... на раван социологије“, чиме заобилази један од Бауерових главних аргумената. По Пеледовом мишљењу, „ово није био задовољавајући одговор Бауеру, али је омогућило Марксу да представи снажне аргументе за еманципацију, а истовремено је покренуо своју критику економског отуђења“. Он закључује да су „филозофски напредак који је Маркс направио у делу 'О јеврејском питању' био неопходан и интегрално повезан са његовом посвећеношћу јеврејској еманципацији“.
Франсис Вин каже: „Они критичари, који ово виде као предосећај 'Мајн кампфа', превиђају једну, битну ствар: упркос неспретној фразеологији и грубим стереотипима, есеј је заправо написан као одбрана Јевреја. Био је то одговор Бруну Бауеру, који је тврдио да Јеврејима не треба дати пуна грађанска права и слободе осим ако нису крштени као хришћани“. Иако је тврдио да је атеиста, Бруно Бауер је јудаизам сматрао инфериорном религијом.
Професор политичких наука Ијан Хампшер-Монк је у свом уџбенику написао: „Ово дело [„О јеврејском питању“] је наведено као доказ за Марксов наводни антисемитизам, али само најповршније читање истог може да подржи такво тумачење.“
У другом делу есеја, Маркс се позива на памфлет Томаса Минцера из 1524. године, „Апологија“, у којем напада Мартина Лутера. Минцер је написао: „Гледајте! Наш суверен и владари су у основи сваке лихварства, крађе и пљачке; они узимају све створене ствари у посед. Рибе у води, птице у ваздуху, производи земље – све мора бити њихово (Исаија 5)“. Марксово уважавање Минцеровог става протумачено је као Марксов саосећајни став према животињама. Такође је могуће да је Минцер мислио на дрскост суверених владара који би чак и оно што је Бог створио (за цело човечанство и свет) узели као своје.